# Phosphorkreislauf
Der Phosphorkreislauf oder Phosphorzyklus ist die stetige Wanderung und biogeochemische Umsetzung des Bioelementes Phosphor in Gewässern, in Böden und in Biomasse.

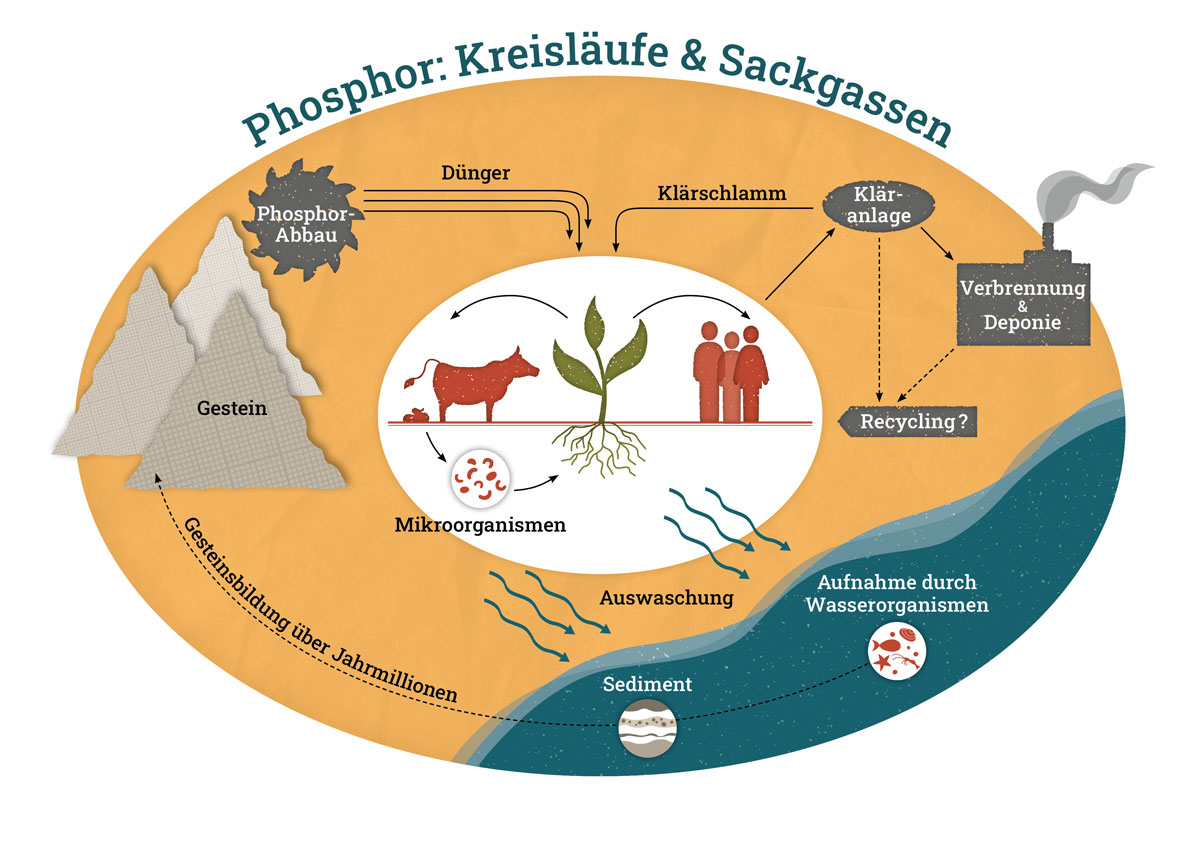
Vereinfachte Darstellung des natürlichen Phosphorkreislaufs und menschlicher Eingriffe

## Hintergrund
Dem Phosphor kommt in allen Lebewesen eine zentrale Rolle zu, mengenmäßig insbesondere in Phospholipiden aller Membranen auf zellulärer und intrazellulärer Ebene, aber auch als wesentlicher Bestandteil der DNA, wobei er in Phosphatform vorliegt, sowie von Adenosintriphosphat (ATP) bei Energieumsetzungen. Einige marine Planktonorganismen wie Cyanobakterien haben aufgrund Phosphatmangels Phospholipide durch andere Lipide ersetzt. Seine herausragende Bedeutung macht den Phosphor zu einem essenziellen Nährstoff für alle Lebewesen. Obwohl in der Natur in niedrigen Konzentrationen ubiquitär vorkommend, ist Phosphor eine nichterneuerbare Ressource. Die globalen Vorkommen sind limitiert, phosphatreiche Mineralien konzentrieren sich auf nur wenige Staaten.
Phosphor ist in der Umwelt, wie erwähnt, allgegenwärtig, jedoch kann seine Konzentration (Gehalt) in Abhängigkeit vom Standort so gering sein, dass das Pflanzenwachstum beschränkt wird. Dabei gilt das Minimumgesetz, wonach das Wachstum vom knappsten vorhandenen Pflanzennährstoff abhängig ist. Durch die Verwendung von Mineral- und organischen Düngern wird der Phosphorgehalt im Boden und damit das Wachstum erhöht. Ungefähr 90 % der globalen Phosphorproduktion findet als Dünger in der Landwirtschaft Verwendung; Phosphor ist somit von enormer Wichtigkeit für die heute stark industrialisierte Produktion landwirtschaftlicher Güter. Allerdings werden die bisherigen Phosphor-Abbaustätten eine weiterhin hohe Nachfrage nur noch für begrenzte Zeit bedienen können; ein mögliches Peak-Phosphorus-Szenario – analog zum Peak Oil – wird dabei prognostiziert.

## Ursprung des Phosphors
Phosphor findet seinen Ursprung in Neutrinoquellen des Kosmos, das sind Supernovae. In deren Zentrum wurde zuvor Wasserstoff zu Helium, dieses zu Kohlenstoff und Sauerstoff und diese zu Silizium, Phosphor und Schwefel und schließlich zu Eisen, Kobalt und Nickel fusioniert, was endlich zum Kollaps des Sterns innerhalb von Millisekunden führte.

## Phosphor als Phosphat in den Kreislauf bringen
Das Element Phosphor wird nur gebunden, fast ausnahmslos als Phosphat, in den terrestrischen Kreislauf eingebracht. Bei der Herkunft und Umsetzung des Phosphors gilt es zwei Quellen zu trennen:
- natürliche Quellen, wie beispielsweise organische Dünger, Pflanzenrückstände, Sedimente etc.
- anthropogene Einbringung, insbesondere durch Dünger mineralischer Herkunft.

Die Umsetzung aus natürlichen Quellen wird auf 3 Megatonnen pro Jahr (Mt/a) geschätzt. Zusätzlich wurden seit Beginn der industriellen Düngemittelproduktion große Mengen an Phosphor vom Menschen ausgebracht, die auf 12 Mt/a seit den 1950er Jahren geschätzt werden. Die heutige Einbringung wird sogar auf 14 Mt/a geschätzt. Die anthropogene Einbringung entspricht daher dem Vier- bis Fünffachen der natürlichen Mobilisierung.
Phosphor liegt in der Natur als phosphatreiches Mineral – meist als Apatit – vor. Die Verwitterung dieser Phosphatgesteine ist die wichtigste natürliche Phosphorquelle. Als anthropogene Quelle werden diese Gesteine an Orten mit einem sehr hohen Phosphatanteil abgebaut und nach entsprechender Aufbereitung als Mineraldünger verwendet und somit in den Phosphatkreislauf eingebracht.

## Transport von Phosphor
Phosphor liegt in der Umwelt als Phosphat vor, gewöhnlicherweise in festem sowie flüssigem bzw. gelöstem Zustand. Die einzige natürlich vorkommende gasförmige Phosphorverbindung ist Monophosphan, dessen Anteil aber im gesamten Phosphorkreislauf vernachlässigbar ist. Von Bedeutung ist allerdings der Transport von Phosphor in Bodenpartikeln durch die Winderosion.
Gelöster Phosphor und in Boden- oder Gesteinsteilchen enthaltener Phosphor wird auf natürlichem Wege über die Erosion hauptsächlich über Flüsse transportiert. Über die tektonische Hebung von Gestein und deren Verwitterung wird ebenfalls Phosphor in den Kreislauf eingebracht.
Ein Großteil des separierten Phosphors wird durch die Düngung in der Landwirtschaft wieder in den Phosphorkreislauf eingeleitet. Neben den organischen Quellen wie Gülle, Pflanzenrückständen oder Mist ist insbesondere Mineraldünger von Bedeutung. Die Verwendung von Guano ist heute nicht mehr relevant.
In den Gewässern hängt die Produktion von Biomasse meist direkt mit der verfügbaren Menge an Phosphor zusammen. Die Steigerung des Phosphoreintrags in Seen führt deshalb zur Eutrophierung. Häufig wird der Zustand von Seen nach ihrem „Nährstoffgehalt“ und dem daraus resultierendem Wachstum von Algen beurteilt, tatsächlich handelt es sich dabei um den verfügbaren Phosphorgehalt. Auch in den Flüssen spielt Phosphor eine wichtige eutrophierende Rolle. Deshalb wird heute in Kläranlagen Phosphor durch verschiedene Verfahren entfernt (Phosphorelimination), wobei die Rückgewinnung von Phosphor bzw. von Phosphaten – wegen der Endlichkeit der natürlichen Vorkommen – eine immer größere Bedeutung erlangt.
Einer im Jahr 2023 erschienen Studie zufolge nahm der Phosphoreintrag in Seen in Mitteleuropa zu Beginn der Bronzezeit vor etwa 4000 Jahren merklich zu. Eine starke Abholzung der Wälder und Intensivierung der Landnutzung führte zu erhöhter Bodenerosion und Abschwemmung von Phosphor in die Seen. Ab dem 19. Jahrhundert wurde durch die Industrialisierung und den Einsatz von phosphorhaltigem Dünger in der Landwirtschaft ein gewaltiger Sprung des Phosphoreintrags verursacht. Der jährliche globale Phosphoreintrag in die Seesedimente stieg im Vergleich zur vorindustriellen Zeit um das Sechsfache.

## Rückgewinnung von Phosphor aus Klärschlamm
Phosphor ist in großen Mengen in Klärschlamm enthalten. Laut Umweltbundesamt befinden sich in einem Kilogramm Klärschlamm 2 bis 55 Gramm Phosphor. Das entspricht bei den in Deutschland jährlich anfallenden 1,7 Millionen Tonnen Klärschlamm etwa 3.400 bis 93.500 Tonnen Phosphor. Für das Recycling ist Klärschlamm mit einem Phosphorgehalt von 20 Gramm oder mehr von Relevanz.
Die Verordnung zur Neuordnung der Klärschlammverwertung vom 27. September 2017 sieht erstmals umfassende Vorgaben zur Phosphorrückgewinnung aus Klärschlamm und Klärschlammverbrennungsaschen vor. Diese müssen Betreiber von Abwasserbehandlungsanlagen und Klärschlammverbrennungsanlagen spätestens ab 2029 beachten.
Zur Rückgewinnung von Phosphor aus Klärschlamm befinden sich verschiedene Verfahren in der Entwicklung und wirtschaftlichen Erprobung. Die weltweit erste großtechnische Phosphor-Recycling-Anlage wird in Hamburg betrieben. Erfolgreiche Verfahren basieren auf der thermischen Vorbehandlung von Klärschlamm mit anschließender Aufbereitung der mineralischen Asche. Hieraus lässt sich Phosphor in Form von hochwertigen und vielseitig einsetzbaren Recyclingrohstoffen wie Phosphorsäure oder Dicalciumphosphat gewinnen.

## Umsetzung von Phosphor
Phosphate werden in Pflanzen und Tieren sehr schnell umgesetzt. Die Prozesse, die Phosphate über Böden oder Meere bewegen, sind allerdings sehr träge, was den Phosphorkreislauf zu einem der langsamsten biogeochemischen Kreisläufe macht.
Phosphor, der auf den Boden über natürliche oder anthropogene Quellen eingebracht wurde, wird in Form von Phosphat umgesetzt. Um für Pflanzen verfügbar zu sein, muss ein gelöstes Orthophosphation vorliegen, das über die Wurzel aufgenommen werden kann. Liegt das Phosphat in anderen organischen und anorganischen Formen vor, ist es nicht pflanzenverfügbar. Diese Phosphorpools stehen zueinander in einem dynamischen Gleichgewicht.

## Senken im Phosphorkreislauf
Als Senken im Phosphorkreislauf treten insbesondere organische Verbindungen, authigener Phosphor, Sedimente und gebundene Phosphorkomplexe insbesondere mit Kalziumcarbonat, Eisen (vergleiche Phosphatfalle) oder Mangan auf. Wie in Pflanzenkläranlagen können Wasserhyazinthen auch in natürlichen Gewässern den Phosphorkreislauf positiv beeinflussen und so einer Eutrophierung entgegenwirken.